# William Powell (arquidiácono de Bath)
O Venerável William Powell, DD foi um padre anglicano na Inglaterra durante o final do século XVI e início do século XVII.
Powell foi educado no Magdalen College, Oxford. Foi nomeado Fellow em 1564 e Praelector em 1578. Ele viveu em St Mary, Reading e All Hallows, Bread Street, na cidade de Londres. Ele foi nomeado residente cónego da Catedral de Wells em 1583 e arquidiácono de Bath em 1584. Powell morreu em 12 de março de 1612 e está sepultado no coro da catedral de Wells.